# Operação Bumblebee

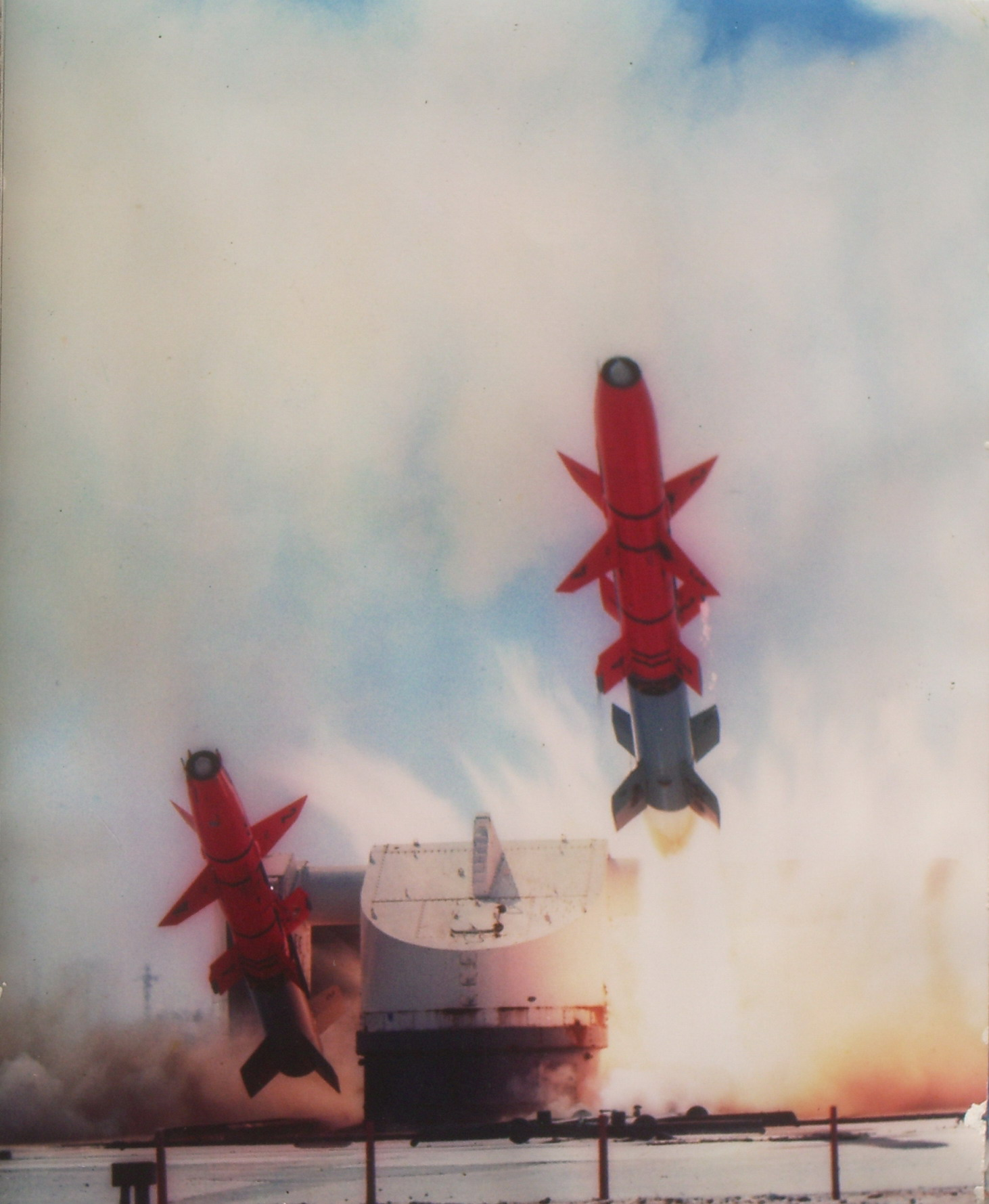
RIM-8 Talos em teste de queima

Operação Bumblebee foi um esforço da Marinha dos EUA, para desenvolver mísseis terra-ar (SAMs) para fornecer uma camada de defesa antiaérea intermediária, entre os canhões anti-aéreos de curto alcance e aviões de caça operacional de longo alcance. Uma das principais razões para o Bumblebee foi a necessidade de atacar bombardeiros antes que pudessem lançar armas anti-navios de distâncias seguras.
Bumblebee originalmente concentrou-se em um  projeto impulsionado por ramjet, e o inicial PTV-N-4 Cobra/BTV  do Laboratório de Física Aplicada, que voou em outubro de 1945. O Cobra finalmente emergiu como o RIM-8 Talos, que entrou em serviço em 28 de Maio de 1958, a bordo do USS Galveston. Como parte do programa de desenvolvimento, vários outros veículos também foram desenvolvidos. Um desses se desenvolveu no RIM-2 Terrier, que ganhou status operacional no USS Canberra, em 15 de junho de 1956, dois anos antes de Talos. O Terrier foi mais tarde modificado como um sistema de mísseis de curto alcance para navios menores, que entrou serviço em 1963 como o RIM-24 Tartar. Juntos, os três mísseis eram conhecidos como os "3 Ts".
Bumblebee não apenas o iniciou o projeto de SAMs da Marinha; o SAM-N-2 Lark foi levado às pressas para a produção como uma contramedida à ameaça dos Kamikazes, mas nunca amadureceu como uma arma operacional.

## Origem
Os navios da marinha foram atingidos por bombas planadoras Henschel Hs 293 e  mísseis anti navio Fritz X durante 1943. Um míssil antiaéreo propulsionado por ramjet foi proposto para destruir aeronaves lançando tais armas enquanto se mantinham fora do alcance de artilharia. Metas de desempenho foram interceptar alvos em um intervalo horizontal de 10 quilômetros e 30.000 pés de altitude, com uma ogiva de 300 a 600 libras e probabilidade de acerto 30-60%. Pesadas perdas de navios para Kamikazes durante a Batalha de Okinawa forneceram incentivo adicional para o desenvolvimento de mísseis guiados.

## Teste de campo
Além de testes iniciais na Ilha Beach, Nova Jersey, e Fort Milhas, Delaware, locais temporários, Camp Davis, Carolina do Norte, foram usados para a Operação Bumblebee de 1 de junho de 1946 a 28 de julho de 1948. Topsail Island, Carolina do Norte, tornou-se o local permanente de testes em março de 1947. Os testes foram transferido para a Estação de Armas Aéreas Navais China Lake e em seguida para o White Sands Missile Range, em 1951, onde o USS Desert Ship (LLS-1) foi construído como um protótipo de lançamento do Talos.

## Resultados do programa
O RIM-2 Terrier, concebido como um veículo de teste, tornou-se operacional como uma frota de mísseis anti-aéreos, a bordo do USS Boston , em 1955, e evoluiu para o RIM-66. Talos tornou-se operacional com a frota a bordo do USS Galveston , em fevereiro, de 1959, e viu combate durante a Guerra do Vietnã. Conhecimentos  sobre os ramjets adquiridos durante o programa auxiliaram o desenvolvimento do XB-70 Valkyrie e o SR-71 Blackbird. Motores auxiliares de combustível sólido foram desenvolvidos para levar os ramjets a velocidades operacionais formou a base para os posteriores e maiores motores de foguete de combustível sólido para mísseis balísticos intercontinentais, veículos de lançamento de satélites e o ônibus espacial.